# Chomranice (przystanek kolejowy)
Chomranice – nieczynny przystanek kolejowy położony w Chomranicach, w województwie małopolskim, w Polsce. Budynek dworcowy jest zachowany w stanie dobrym.